# کارلو رومی
کارلو رومی (انگلیسی: Carlo Romei؛ زادهٔ ۴ سپتامبر ۱۹۹۹) بازیکن فوتبال است.